# Финкасл (Кентаки)
Финкасл (енгл. Fincastle) град је у америчкој савезној држави Кентаки.

## Демографија
По попису из 2010. године број становника је 817, што је 8 (-1,0%) становника мање него 2000. године.
| Група             | 2000.       | 2010.       |
| Белци             | 511 (61,9%) | 449 (55,0%) |
| Афроамериканци    | 251 (30,4%) | 270 (33,0%) |
| Азијати           | 18 (2,2%)   | 21 (2,6%)   |
| Хиспаноамериканци | 10 (1,2%)   | 39 (4,8%)   |
| Укупно            | 825         | 817         |